# Ashton-Tate
Ashton-Tate era una società statunitense che operava nel settore dell'informatica.
Fondata nel gennaio 1980 da Hal Lashlee e George Tate. «Ashton» era il nome del pappagallo di Tate, la mascotte non ufficiale della società.
Questa società ha creato software per microcomputer. Entrambi prodotti di punta di Ashton Tate sono stati dBase e la suite software di produttività personale Framework.
Ashton-Tate è cresciuta da una piccola azienda nata in un garage per diventare una multinazionale. Un tempo era una delle aziende "tre grandi" aziende di software, assieme a Microsoft e Lotus Software; la società declinò e fu poi venduta a Borland nel settembre 1991.

## Storia
La storia di Ashton-Tate e dBase si intrecciano e vanno in parallelo. Nel 1978, Wayne Ratliff, programmatore di Martin Marietta, scrisse Vulcan, un'applicazione di database, per aiutarlo a fare le scelte per le scommesse sul calcio. Scritta in linguaggio assembly Intel 8080, girava sul sistema operativo CP/M ed era modellata su JPLDIS, un programma Univac 1108 usato al JPL e scritto dal collega programmatore Jeb Long. Ashton-Tate fu lanciato come risultato del fatto che George Tate e Hal Lashlee avevano scoperto Vulcan da Ratliff nel 1981 e lo avevano concesso in licenza (Ashton era il pappagallo di Tate, la cui gabbia era conservata nel suo ufficio di Culver City). L'accordo originale era scritto su una sola pagina e prevedeva il pagamento di semplici e generose royalty a Ratliff. A quel punto Tate e Lashlee avevano già creato tre start-up di successo: Discount Software (il cui presidente era Ron Dennis, ed è stata una delle prime aziende a vendere programmi software per PC per posta ai consumatori), Software Distributors (CEO Linda Johnson / Mark Vidovich) e Software Center International, la prima catena di negozi di software negli Stati Uniti, con negozi in 32 stati. (Glenn Johnson era cofondatore insieme a Tate & Lashlee. SCI è stata poi venduta a Wayne Green Publishing).